# Siedmiu wspaniałych (serial telewizyjny)
Siedmiu wspaniałych (ang. The Magnificent Seven) – amerykański serial westernowy nadawany przez stację CBS. Powstał na podstawie filmu z 1960 Siedmiu wspaniałych; remake japońskiego filmu Siedmiu samurajów. Zdjęcia do serialu kręcono w Mescal (Arizona) oraz Newhall (Kalifornia).

## Fabuła
Siedmiu mężczyzn wraz z Chrisem na czele po raz kolejny udają się w podróż w obronie pokrzywdzonych.

## Obsada

### Siedmiu wspaniałych
- Chris Larabee (Michael Biehn) – przywódca grupy, poszukuje osoby, która zabiła jego żonę i dziecko.
- Vin Tanner (Eric Close) – wychowywany przez Indian, gdyż jego matka zmarła na Tyfus gdy on miał pięć lat.
- Ezra Standish (Anthony Starke)
- Josiah Sanchez (Ron Perlman) – były rewolwerowiec i kaznodzieja, który w przeszłości popełnił wiele błędów i chciałby je jakoś naprawić.
- Nathan Jackson (Rick Worthy) – w przeszłości był niewolnikiem w więzieniu, gdzie nauczył się podstaw medycyny. W grupie zajmuje się sprawami związanymi z leczeniem.
- J.D. Dunne (Andrew Kavovit) – młody, niezbyt inteligentny chłopak pochodzący z ubogiej rodziny z East Coast. Wzięty pod opiekę przez Bucka uczy go, jak pozostać przy życiu.
- Buck Wilmington (Dale Midkiff) – największy kobieciarz w całej grupie. Stary przyjaciel Chrisa, a także mentor J.D.

### Inni
- Mary Travis (Laurie Holden) – redaktorka lokalnej gazety, wdowa zakochana w Chrisie.
- Orrin Travis (Robert Vaughn)
- Casey Wells (Dana Barron) – chłopczyca, interesuje się J.D.
- Maude Standish (Michelle Phillips) – artystka, matka Ezry.

## Spis odcinków
| N/o            | Polski tytuł              | Angielski tytuł  |
| -------------- | ------------------------- | ---------------- |
|                |                           |                  |
| SERIA PIERWSZA |                           |                  |
|                |                           |                  |
| 01             |                           | Pilot            |
| 02             |                           | Pilot            |
|                |                           |                  |
| 03             | Pewnego dnia na zachodzie | One Day Out West |
|                |                           |                  |
| 04             | Pracujące dziewczyny      | Working Girls    |
|                |                           |                  |
| 05             | Kasiarze                  | Safecracker      |
|                |                           |                  |
| 06             | Świadek                   | Witness          |
|                |                           |                  |
| 07             | Prawo zemsty              | Nemesis          |
|                |                           |                  |
| 08             | Kolekcjoner               | The Collector    |
|                |                           |                  |
| 09             | Obława                    | Manhunt          |
|                |                           |                  |
| 10             | Więzień 78                | Inmate 78        |
|                |                           |                  |
| SERIA DRUGA    |                           |                  |
|                |                           |                  |
| 11             | Nowe prawo                | The New Law      |
|                |                           |                  |
| 12             | Grzechy przeszłości       | Sins of the Past |
|                |                           |                  |
| 13             | Miłość i honor            | Love and Honor   |
|                |                           |                  |
| 14             | Wendeta                   | Vendetta         |
|                |                           |                  |
| 15             | Konwój                    | Wagon Train      |
| 16             | Konwój                    | Wagon Train      |
|                |                           |                  |
| 17             | Chińska osada             | Chinatown        |
|                |                           |                  |
| 18             | Achilles                  | Achilles         |
|                |                           |                  |
| 19             | Pokuta                    | Penance          |
|                |                           |                  |
| 20             | Proces                    | The Trial        |
|                |                           |                  |
| 21             | Zabójcze damy             | Lady Killers     |
|                |                           |                  |
| 22             | Węże                      | Serpents         |
|                |                           |                  |
| 23             | Obsesja                   | Obsession        |
|                |                           |                  |

## Nagrody
Nagroda Emmy
- 1998 wygrana: najlepsze kostiumy w serialu − Dan Moore za odcinek „Working Girls"
- 1999 nominacja: najlepsze kostiumy w serialu − Dan Moore za odcinek „Vendetta"

Amerykańska Gildia Kostiumologów
- nominacja: najlepsze kostiumy w filmie telewizyjnym kostiumowym lub fantasy − Dan Moore

Amerykańska Gildia Scenografów
- nominacja: najlepsza scenografia w serialu − Jerry Wanek i John Bucklin